# AirPower (Hardware)
AirPower ist eine von Apple Inc. entwickelte, aber nicht veröffentlichte, kabellose Ladematte. Das Produkt wurde am 12. September 2017 auf der Apple Keynote im Steve Jobs Theater angekündigt. Die Hardware basierte auf dem Qi-Standard und sollte bis zu drei mobile Geräte gleichzeitig flexibel aufladen können. Präsentiert wurde die Ladematte mit einem iPhone, einer Apple Watch und AirPods, die parallel luden und unabhängig voneinander aufgelegt und heruntergenommen werden konnten. Es soll technische Probleme gegeben haben, sodass die Matte nicht erkennen konnte, welche Geräte wie viel Strom brauchen, und Feuer fing.

## Entwicklung
Um das parallele kabellose Aufladen mehrerer Geräte mit einem Ladegerät zu ermöglichen, arbeitete Apple dabei zur Weiterentwicklung des Qi-Standards mit dem Wireless Power Consortium zusammen und hat das auf kabelloses Laden spezialisierte Unternehmen PowerbyProxi gekauft. Als Datum für den Verkaufsstart nannte Apple das Jahr 2018.
Im Dezember 2018 wurde von Apple ein Patent veröffentlicht, welches die AirPower-Ladematte beschreiben soll. Nach diesem soll die Ladematte die Qi- und Power-Matters-Alliance-Technologie zum kabellosen Laden unterstützen. Weiterhin wird in der Anleitung, die dem iPhone Xs beiliegt, die AirPower-Ladematte beworben.
Während Journalisten von einer Veröffentlichung im September 2018 ausgingen, strich Apple nach der Keynote schließlich alle Hinweise auf AirPower von seinen Websites, ohne eine Begründung dafür abzugeben. Im Januar 2019 wurden Medienberichte veröffentlicht, die von einer eventuellen Veröffentlichung sprachen.
Am 25. März 2019 veröffentlichte Apple iOS 12.2 mit Unterstützung für AirPower.

## Einstellung
Am 29. März 2019 bestätigte Dan Riccio (Apples Senior Vice President für Hardware Engineering) offiziell das Aus von AirPower. Die Ladematte werde nicht auf den Markt kommen, da sich die technischen Probleme nicht lösen ließen. Das Produkt erfülle nicht die eigenen Qualitätsansprüche.
Im März 2020 ging der Enthüllungsjournalist Jon Prosser erneut auf das Projekt ein. Er behauptet, Apple würde die Ladespulen von AirPower intern überarbeiten, um die Probleme der Hitzeentwicklung in Griff zu bekommen. Dennoch sei eine Serienfertigung nicht gesichert.

## Kompatibilität
Ursprünglich sollte die Ladematte mit folgenden Geräten kompatibel sein:
- iPhone-Geräte aus dem Jahr 2017 (8, 8 Plus, X) und neuer
- Apple Watch Series 3 und neuer
- das Ladecase der AirPods.[9]